# النورة (السدة)

تعديل مصدري - تعديل

النورة محلة تابعة لقرية الضجام، التابعة لعزلة المرخام بمديرية السدة إحدى مديريات محافظة إب في الجمهورية اليمنية.، بلغ تعداد سكانها 29 حسب تعداد اليمن لعام 2004.